# 후카야 유키
후카야 유키(일본어: 深谷 友基, 1982년 8월 1일 ~ )는 일본의 전 축구 선수이다.

## 구단 경력
그는 2005년부터 2017년까지 J리그의 오이타 트리니타, 오미야 아르디자, FC 기후, 에히메 FC에서 활동하였다.